# میان آب (فلارد)
میان آب، روستایی در دهستان فلارد بخش مرکزی شهرستان فلارد در استان چهارمحال و بختیاری ایران است.

## جمعیت
بر پایه سرشماری عمومی نفوس و مسکن در سال ۱۳۹۵، جمعیت این روستا برابر با ۴۸۰ نفر (۱۲۶ خانوار) بوده‌است.